# Voltaje de flotación
El voltaje de flotación es la tensión a la que se mantiene una batería después de haber sido completamente cargada para mantener esa capacidad mediante la compensación de la auto-descarga de la batería. La tensión podría mantenerse constante para toda la duración de la operación de la célula (tal como en una batería de automóvil) o podría mantenerse para una fase particular de la carga por el cargador. La tensión de flotación adecuada varía significativamente con la química y la construcción de la batería, y con la temperatura ambiente. 
Con la tensión adecuada para el tipo de batería y con una compensación adecuada de la temperatura, un cargador de flotación puede mantenerse conectado indefinidamente sin dañar la batería.